# 1934-es női sakkvilágbajnokság
Az 1934-es nemhivatalos női sakkvilágbajnoki párosmérkőzést 1934. március 21–25. között rendezték meg a négyszeres női világbajnok Vera Menchik és kihívója, Sonja Graf között Rotterdamban. A mérkőzés négy játszmából állt, amelyet Vera Menchik 3–1 arányban megnyert.

## A játékosok
Vera Menchik először 1927-ben szerezte meg a női világbajnoki címet, és azt 1930-ban, 1931-ben és 1933-ban a Nemzetközi Sakkszövetség (FIDE) által szervezett hivatalos világbajnokságokon megvédte.
Sonja Graf a kor egyik legerősebb női sakkozója volt, aki Vera Menchikhez hasonlóan férfiversenyeken indult. Ezt a párosmérkőzést Max Euwe szervezte meg, mindenféle díjalap nélkül, azonban a Nemzetközi Sakkszövetség (FIDE) nem ismerte el hivatalos címmérkőzésnek.
A mérkőzésnek Menchik volt a favoritja, de az első játszmát nagy meglepetésre Sonja Graf nyerte. A következő három játszmában azonban a világbajnok győzött, így megvédte címét. Ez volt a sakk történetében az első alkalom, hogy a női világbajnoki címért kihívásos párosmérkőzésen küzdöttek meg.

## A végeredmény
|                            | 1 | 2 | 3 | 4 | Pont |
| -------------------------- | - | - | - | - | ---- |
| Vera Menchik Csehszlovákia | 0 | 1 | 1 | 1 | 3    |
| Sonja Graf Németország     | 1 | 0 | 0 | 0 | 1    |

## A párosmérkőzés játszmái
A négy játszmából kettő maradt fenn:
- Vera Menchik vs Sonja Graf, párosmérkőzés, 1934. 0–1
- Sonja Graf vs Vera Menchik, párosmérkőzés, 1934. 0–1